# Bulgariens Billie Jean King Cup-lag
Bulgariens Billie Jean King Cup-lag representerar Bulgarien i tennisturneringen Billie Jean King Cup, och kontrolleras av Bulgariens tennisförbund.

## Historik
Bulgarien deltog första gången 1966. Laget har som längst gått till semifinal, vilket man gjorde 1985 och 1987. Laget åkte ur elitdivisionen första gången 1996.